# Pathosray
Pathosray is een Italiaanse progressieve metal band die is opgericht in 2000.

## Bezetting

### Huidige bandleden
- Marco Sandron - zanger
- Alessio Velliscig - gitarist
- Fabio D'Amore - bassist
- Gianpaolo Rinaldi - toetsenist
- Ivan Monibidin - drummer

### Voormalige bandleden
- Luca Luison  - gitarist
- Romolo Del Franco - bassist
- Vittorio Manzan - toetsenist
- Romolo Del Franco - toetsenist

## Biografie
Pathosray werd in 2000 gevormd in Udine door Ivan Monibidin (drummer), Luca Luison (gitarist) en Marco Sandron (zanger). Oorspronkelijk noemde de band N.D.E.
Hun eerste demo, Strange Kind of Energy, brachten ze in 2002 vervolgens uit onder de naam Pathosray. In 2006 vonden de eerste veranderingen in de line-up plaats: Fabio D'Amore was de nieuwe bassist en Gianpaole Rinaldi was de nieuwe toetsenist. In die line-up brachten ze hun tweede demo, Deathless Crescendo, uit.
In 2007 bracht het Amerikaanse label Sensory Records hun self-titled debuutalbum uit. Het album werd bijzonder positief ontvangen en in 2008 stond de band op ProgPower Europe.
In mei 2009 volgde hun tweede album, getiteld Sunless Skies.

## Discografie

### Albums
- Pathosray (2007)
- Sunless Skies (2009)